# Rogaška Slatina
Rogaška Slatina (Duits: Rohitsch-Sauerbrunn) is een gemeente in de Sloveense regio Savinjska en telt 11.118 inwoners (gemeentetelling 25.11.2004). De dichtstbijzijnde plaats is Ptuj.
De plaats was in de oudheid bekend vanwege zijn bronnen. Sinds de oudheid werden de thermale bronnen gebruikt voor verbetering van de gezondheid, in de 17e eeuw ontwikkelde Rogaška Slatina zich tot een toeristisch trekpleister. In de 19e eeuw was Rogaška Slatina een van de belangrijkste kuuroorden in de Habsburgse monarchie geworden en behoorde tot de grootste exploiteurs en exporteurs van mineraalwater.
In Rogaška Slatina wordt eveneens kristal vervaardigd. De glasblazerij in het zuiden van Stiermarken kwam tot bloei in de 18e eeuw, echter pas rond 1900 werd deze nijverheid geïndustrialiseerd. In 1927 begon een nieuw gebouwde fabriek in Rogaška Slatina de vervaardiging van kristal en brengt deze sinds 1998 op de markt onder de naam Rogaška Crystal.

## Plaatsen in de gemeente
Brestovec, Brezje pri Podplatu, Cerovec pod Bočem, Ceste, Čača vas, Drevenik, Gabrce, Gabrovec pri Kostrivnici, Gradiški Dol, Irje, Kačji Dol, Kamence, Kamna Gorca, Male Rodne, Nimno, Plat, Podplat, Podturn, Pristavica, Prnek, Rajnkovec, Ratanska vas, Rjavica, Rogaška Slatina, Spodnja Kostrivnica, Spodnje Negonje, Spodnje Sečovo, Spodnji Gabrnik, Strmec pri Sv. Florijanu, Sv. Florijan, Tekačevo, Topole, Tržišče, Tuncovec, Velike Rodne, Vinec, Zagaj pod Bočem, Zgornja Kostrivnica, Zgornje Negonje, Zgornje Sečovo, Zgornji Gabrnik
Bistrica ob Sotli · Braslovče · Celje · Dobje · Dobrna · Gornji Grad · Kozje · Laško · Ljubno · Luče · Mozirje · Nazarje · Podčetrtek · Polzela · Prebold · Radeče · Rečica ob Savinji · Rogaška Slatina · Rogatec · Šentjur pri Celju · Slovenske Konjice · Šmarje pri Jelšah · Šmartno ob Paki · Solčava · Šoštanj · Štore · Tabor · Velenje · Vitanje · Vojnik · Vransko · Žalec · Zreče